# قطعنامه ۱۰۴۰ شورای امنیت
قطعنامه ۱۰۴۰ شورای امنیت سازمان ملل متحد که در تاریخ ۲۹ ژانویه ۱۹۹۶ تصویب شد، سندی بین‌المللی دربارهٔ وضعیت در بوروندی است. این قطعنامه طی نشست ۳۶۲۳ام با ۱۵ رای موافق، ۰ مخالف و ۰ ممتنع تصویب شد.